# Nick & Simon
Nick & Simon sono un duo musicale olandese attivo dal 2006 e composto da Simon Keizer e Nick Schilder.
Fin dall'esordio, con i loro album, hanno sempre raggiunto la "top 10" della classifica olandese.

## Discografia
- 2006 - Nick & Simon
- 2007 - Vandaag
- 2009 - Luister
- 2010 - Fier
- 2011 - Symphonica in Rosso
- 2012 - Sterker
- 2013 - Christmas with Nick & Simon - Merry X-mas Everyone!